# Dessertost
Dessertost är en ost med mjuk konsistens som oftast äts som en del av en egen måltidsrätt, där osten serveras tillsammans med kex, vindruvor eller annan frukt och förtärs tillsammans med lämplig dryck.

## Ytmognade mjukostar, vitmögelost
- Brie
- Camembert

## Ädelostar, grönmögelost
- Gorgonzola
- Roquefort
- Stilton